# Erioptera (Erioptera) coolbyngga
Erioptera (Erioptera) coolbyngga is een tweevleugelige uit de familie steltmuggen (Limoniidae). De soort komt voor in het Australaziatisch gebied.